# Arthur Duray

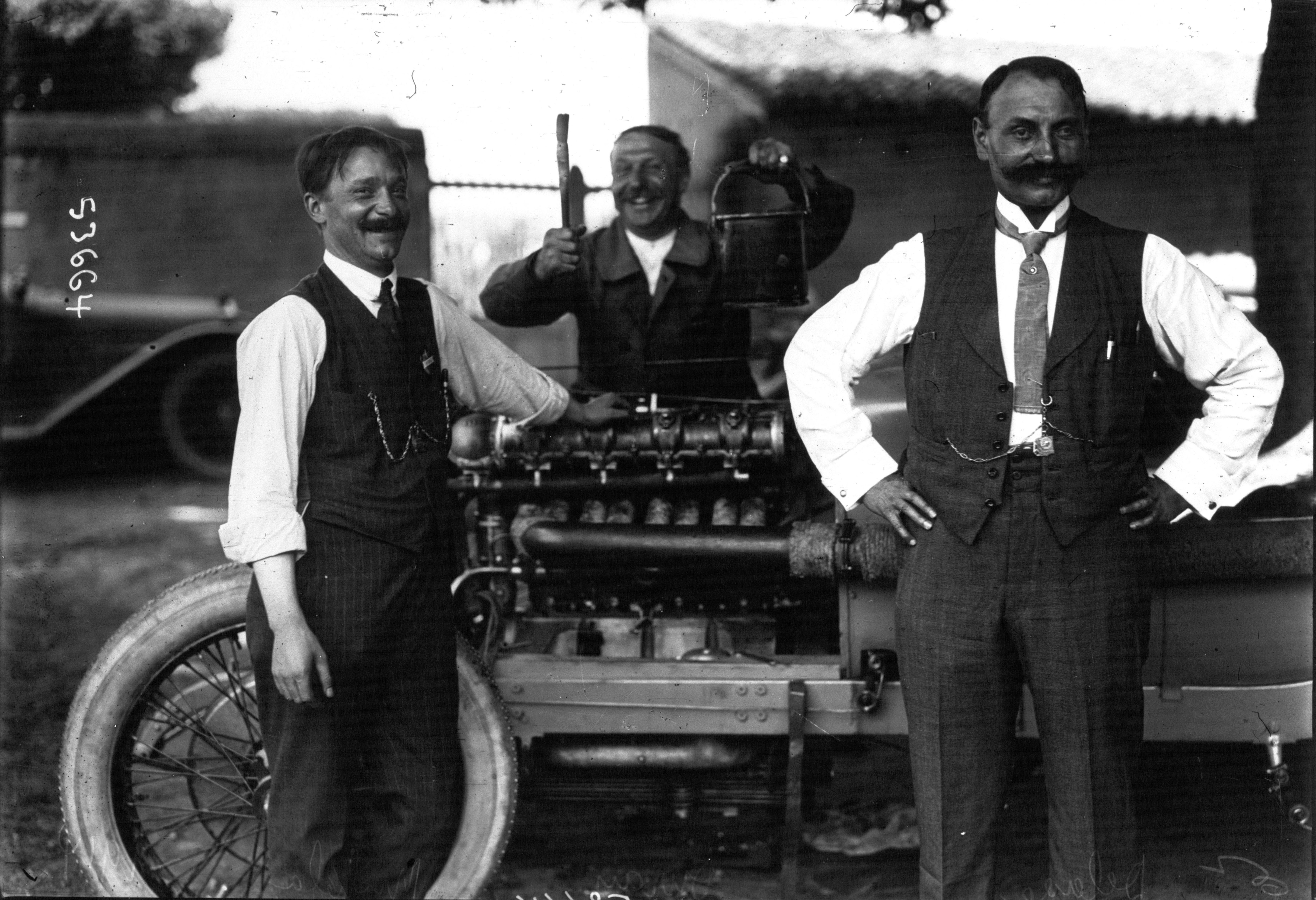
Arthur Duray (rechts) vor dem Großen Preis von Frankreich 1914

Arthur Jules Joseph Duray (* 9. Februar 1882 in Ixelles/Elsene; † 11. Februar 1954 in New York City) war ein französisch-US-amerikanischer Automobilrennfahrer.

## Karriere
Duray wurde 1881 in Ixelles/Elsene als Sohn belgischer Eltern geboren, er selbst verbrachte den Großteil seines Lebens in Frankreich und nahm später auch die französische Staatsbürgerschaft an. Seine Rennfahrerkarriere erstreckte sich über fast drei Jahrzehnte und umfasste sowohl Grands Prix als auch Tourenwagen- und Sportwagenrennen.
Erstmals erschien Duray 1902 am Steuer eines Rennwagens, 1903 verbesserte er den Geschwindigkeitsweltrekord für Automobile auf 136,4 km/h. 1904 fuhr er für Darracq und 1905 bis 1908 für Lorraine-Dietrich. Er gewann mit seinem Fahrzeug das Ardennenrennen 1906 und nur ein Defekt verhinderte seinen Sieg beim Grand Prix von Frankreich 1907. Die nachfolgenden Jahre versuchte er sich verschiedenen Marken, darunter Delage, wo er einen 5. Platz beim Großen Preis von Frankreich 1913 und einen 8. Platz beim Grand Prix von Frankreich 1914 erreichte. Duray trat auch beim 500-Meilen-Rennen von Indianapolis an, wo er 1914 in einem Peugeot Zweiter wurde.
Nach dem Ersten Weltkrieg startete er vorrangig bei Tourenwagenrennen, Rennen der Voiturette-Klasse und Sportwagenrennen, darunter mehrmals (1926 bis 1928) beim 24-Stunden-Rennen von Le Mans. Große Erfolge waren ihm in seinem defektanfälligen Ariès-Sportwagen dort nicht beschieden. Anders verliefens seine Teilnahmen beim 24-Stunden-Rennen von Spa-Francorchamps, wo ihm zwischen 1925 und 1933 fünf Klassensiege gelangen.
Duray verkündete 1934 seinen Rückzug vom Motorsport und starb 1954.

## Statistik

### Le-Mans-Ergebnisse
| Jahr | Team                         | Fahrzeug         | Teamkollege    | Platzierung     | Ausfallgrund |
| ---- | ---------------------------- | ---------------- | -------------- | --------------- | ------------ |
| 1924 | Société des Automobile Ariès | Ariès Type S GP  | Giulio Foresti | Ausfall         | Motorschaden |
| 1926 | Société des Automobile Ariès | Ariès Type S GP3 | Charles Flohot | Ausfall         | Wagenbrand   |
| 1927 | Société des Automobile Ariès | Ariés CC4        | Roger Delano   | disqualifiziert |              |
| 1928 | Société des Automobile Ariès | Ariés CC4        | Roger Delano   | Ausfall         | Motorschaden |

### 24-St-Spa-Ergebnisse
| Jahr | Team                         | Fahrzeug         | Teamkollege      | Platzierung             | Ausfallgrund |
| ---- | ---------------------------- | ---------------- | ---------------- | ----------------------- | ------------ |
| 1925 | Établissements Ballot        | Ballot           | Freddy Charlier  | Ausfall                 | unbekannt    |
| 1927 | Société des Automobile Ariès | Ariès CC2 Super  | Roger Delano     | Rang 11 und Klassensieg |              |
| 1928 | Société des Automobile Ariès | Ariés CC4        | Roger Delano     | Rang 8 und Klassensieg  |              |
| 1929 | Société des Automobile Ariès | Ariés CC4        | Robert Laly      | Rang 13 und Klassensieg |              |
| 1930 | Société des Automobile Ariès | Ariés CC4        | Robert Laly      | Rang 11                 |              |
| 1931 |                              | B.N.C.           | Charrier         | Rang 13 und Klassensieg |              |
| 1932 |                              | Corre-La Licorne |                  | Ausfall                 | unbekannt    |
| 1933 | Arthur Duray                 | Amilcar C6       | Jean de Gavardie | Rang 14 und Klassensieg |              |